# Завалевський Юрій Іванович
Ю́рій Іва́нович Завале́вський (* 1957) — український педагог. Доктор педагогічних наук (2015), професор (2015). Повний кавалер ордена «За заслуги» (2014, 2017, 2021), заслужений працівник освіти України.

## З життєпису
Народився 1957 року в селі Кринички Балтського Подільського району Одеської області. Закінчив Одеський університет (1982). У 1975—1981, 1984—1996 роках учителював у школах Одеської та Кіровоградської областей.
Протягом 1996—1999 років працював в Інституті змісту і методів навчання; 1999—2001 роки — 1-й заступник директора. В 2001—2006 роках — директор Науково-методичного центру середньої освіти. Перший заступник директора Інституту модернізації змісту освіти в 2006—2008 роках, у 2009–2014-х — 1-й заступник директора. В 2008–2009-х — в. о. директора Інституту інноваційних технологій і змісту освіти; від 2015 року — 1-й заступник директора Інституту модернізації змісту освіти.
Напрями наукових досліджень:
- методичні системи формування вчителя як конкурентоспроможного фахівця в процесі інноваційної діяльності;
- розроблення стандартів у галузі освіти та підготовки нормативних документів щодо модернізації змісту освіти;
- впровадження в практику роботи навчальних закладів України інноваційних технологій навчання й виховання.

Серед робіт:
- «Громадянське виховання старшокласників: проблеми, досвід, перспективи. Навчально-методичний посібник», 2003;
- «Сучасний вчитель: вимір часу. Навчально-методичний посібник», 2008;
- «Конкурентоспроможний вчитель: теорія і практика. Навчально-методичний посібник», 2010;
- «Педагогічні технології підготовки конкурентоспроможного вчителя. Навчальний посібник», 2011;
- «Теоретико-методичні засади формування вчителя як конкурентоспроможного фахівця», 2014;
- «Авторська школа в Україні. Науково-методичний посібник», 2017 (співавтор);
- «Формування громадянськості як інтегрованої якості особистості учня в умовах закладу загальної середньої освіти», 2022 (співавтор)
- «Герої — освітяни та науковці України» Редакційна рада: С. М. Ніколаєнко (голова Ради), О. А. Сай (заступник), Д. І. Дейкун, І. П. Дригус, Ю. І. Завалевський, М. О. Карпенко, І. Ф. Лубченко, В. М. Мадзігон, О. М. Маринич, В. А. Михньов, В. О. Огнев'юк, О. В. Сухомлинська, М. Ф. Степко, О. А. Удод, П. С. Дибенко, М. Д. Ярмаченко. — Київ, Генеза, 2005. 430 с.